# Resolve Tibet Act
Lire en ligne

(en) Texte de la loi de 2024

Resolve Tibet Act est une loi du Congrès américain signée le 12 juillet 2024 par le président Joe Biden visant à promouvoir une résolution du conflit entre le Tibet et la Chine. 
La loi stipule que selon la vision politique américaine, le conflit entre le Tibet et la Chine reste non résolu au vu du droit international et :
- Habilite le coordinateur spécial pour le Tibet à lutter contre la désinformation sur le Tibet émanant du gouvernement chinois et du Parti communiste chinois, notamment en veillant à ce que les déclarations et les documents du gouvernement américain contredisent la désinformation sur le Tibet.
- Rejette comme « inexactes » les fausses affirmations de la Chine selon lesquelles le Tibet fait partie de la Chine depuis « les temps anciens ».
- Encourage un dialogue substantiel sans conditions préalables entre le gouvernement chinois et le dalaï-lama ou ses représentants ou les dirigeants démocratiquement élus de la communauté tibétaine. Les États-Unis pourraient aussi envisager des activités visant à améliorer les perspectives de dialogue menant à un accord négocié sur le Tibet.
- Affirme la responsabilité du Département d’État pour coordonner ses efforts avec ceux d'autres gouvernements dans le cadre d’un processus multilatéral visant à parvenir à un accord négocié sur le Tibet.
- Encourage le gouvernement chinois à répondre aux aspirations du peuple tibétain concernant son identité historique, culturelle, religieuse et linguistique distincte.

## Contexte et histoire
Depuis le Dialogue entre le gouvernement tibétain en exil et la république populaire de Chine qui pris fin en 2010, il n'y a plus de dialogue formel entre les autorités tibétaines et chinoises. 
Le 20 décembre 2022, le Sénat des États-Unis étudie le projet de loi bipartisan (« Resolve Tibet Act ») et l'approuve le 23 mai 2024,.
Le 12 juin 2024, le Congrès des États-Unis adopte le projet de loi bipartisan Resolve Tibet Act présenté par les représentants américains Jim McGovern (D-MA) et Michael McCaul (R-TX) et les sénateurs Jeff Merkley (D-OR) et Todd Young (R-IN).
Le 21 juin 2024, la Chine adresse un avertissement au président américain Joe Biden l'exhortant à ne pas signer la loi Resolve Tibet Act adoptée au Congrès américain.
Le 13 juillet, lendemain de la signature de la loi par Joe Biden, le Comité national de la Conférence consultative politique du peuple chinois (CCPPC) organise un symposium pour « condamner fermement » cette loi.
Le 31 juillet 2024, la Chine impose des sanctions à Jim McGovern comprenant le gel de ses avoirs et propriétés en Chine, l'interdiction pour toute organisation ou individu en Chine d'effectuer des transactions ou de travailler avec lui, et le refus de lui délivrer, ainsi qu'à sa famille, des visas pour entrer dans le pays, l'accusant d'« interférer fréquemment » dans les affaires intérieures du pays et de porter atteinte à la souveraineté, à la sécurité et aux intérêts de développement de la Chine. McGovern qualifie ces sanctions d'« absurdes » et déclare qu'il les porterait « comme un signe d'honneur », écrivant sur X (anciennement Twitter) « Si les dirigeants (chinois) n'apprécient pas que les gens dénoncent leur horrible bilan en matière de droits de l'homme, peut-être devraient-ils améliorer leur horrible bilan en la matière. Ils peuvent commencer par mettre fin à l'oppression des Tibétains, à leur génocide au Xinjiang et à leur répression de la démocratie à Hong Kong. ». Si l'annonce des sanctions ne mentionne pas la loi Resolve Tibet Act dont McGovern est coauteur, la Chine l'a condamnée par de nombreuses déclarations médiatiques, notamment des résolutions des organes législatifs et consultatifs politiques du centre et de la région autonome du Tibet, des remarques de porte-parole et des articles d'opinion critiques d'experts du Tibet employés par le gouvernement.
Après la signature de la loi Resolve Tibet, les autorités chinoises ont réagi selon Marie Miller et Tenzin Lhadon, en fermant le lycée professionnel Jigme Gyaltsen, pour des « raisons non divulguées ». Cet établissement fondé en 1994, réputé pour ses études spécialisées en langue tibétaine, conserve un riche répertoire de littérature tibétaine.

## Accueil critique
Pour Claude Arpi, dans le contexte de l'antagonisme actuel important entre les États-Unis et la Chine, on ne voit pas comment Washington pourrait faciliter la résolution du conflit entre le Tibet et la Chine et conduire à un accord négocié. Il ajoute que « si des négociations ont lieu, les Tibétains devraient y ajouter une « troisième polarité » : l'Inde et sa frontière nord. Qu'ils veuillent ou non se retrouver sous administration chinoise, l'Inde restera le voisin du Tibet. Par conséquent, Delhi devrait être consultée et associée à toute nouvelle initiative. »
Pour Saman Rizwan, le faible contenu de la loi ne ressemble qu'à une promesse de répondre aux « aspirations du peuple tibétain » et de « contrer la désinformation » de la Chine.
Pour Shiv Shankar Menon, le moteur principal de l'adoption par les États-Unis du Resolve Tibet Act est leur « rivalité avec la Chine », et non une réelle préoccupation pour le Tibet.
En décembre 2024, le président du gouvernement tibétain en exil Penpa Tsering souligne l'importance et les implications mondiales de la loi Resolve Tibet Act. Il décalre : « Le gouvernement chinois revendique la souveraineté sur le Tibet, tandis que nous défendons l'approche de la voie médiane, une solution non violente et mutuellement bénéfique. Le Resolve Tibet Act souligne que le Tibet reste un problème non résolu au regard du droit international. Elle aborde quatre questions principales, remettant en cause le discours de la Chine selon lequel il n'y a pas de problème tibétain ».